# Sito Miñanco
José Ramón Prado Bugallo, més conegut com a Sito Miñanco (Cambados, 23 de setembre de 1955) és un excontrabandista i exnarcotraficant gallec.

## Biografia
Va néixer en una família de mariners d'origen humil, que era coneguda en Cambados com els "Miñancos". A principis dels anys 1980 es va iniciar en el contraban de tabac, a través d'una de les tres organitzacions més fortes del moment, la ROS. El 1983 va ser detingut per una operació de tabac ros, va passar sis mesos a la presó de Parda i després va ser traslladat a la presó de Carabanchel (Madrid), on va estar reclòs dos mesos més. Allí va establir contactes amb membres del Càrtel de Medellín, com Jorge Luis Ochoa.
En sortir de la presó, Sito Miñanco es va introduir al món del narcotràfic, i encara que va continuar utilitzant el tabac com a cobertura social, va començar a traficar amb altres drogues com la cocaïna, a través d'una xarxa que operava des de Panamà, on també va conèixer a la seva muller, Odalys Rivera. El 1986 va comprar l'equip de futbol de la seva ciutat, el Joventud Cambados, que en aquell temps militava a la preferent gallega. Després d'una forta inversió econòmica, el club va ascendir a Segona Divisió B el 1989, i es va quedar a les portes de disputar l'ascens a Segona Divisió en la temporada 1989/90.
Va ser detingut a Pozuelo de Alarcón el 1994, per introduir 2,5 tones de cocaïna a Espanya el 1990, i l'Audiència Nacional el condemnà a 20 anys de presó per tràfic de drogues, evasió d'impostos i falsificació de documents. En aquell moment Miñanco va iniciar un procés judicial contra les escoltes telefòniques autoritzades per l'instructor Baltasar Garzón, en considerar que van violar la seva intimitat. El procés va finalitzar el 2003, quan el Tribunal de Drets Humans d'Estrasburg va obligar a l'Estat espanyol a indemnitzar al narcotraficant amb 7.000 euros, encara que no va tenir efectes penals.
Miñanco va ser posat en llibertat condicional després de complir set dels seus vint anys de condemna a la presó, però va ser detingut de nou en el seu xalet de Villaviciosa de Odón (Madrid), quan supervisava l'operació de transvasament de 5 tones de cocaïna en aigües internacionals, prop de la Guaiana Francesa. El juliol de 2004 l'Audiència Nacional el condemnà aquest copa a 16 anys i 10 mesos de presó i una multa de 390 milions d'euros, com a presumpte líder d'una organització internacional de narcotraficants.
En 2010 va ser traslladat a la presó de Huelva. En aquell temps l'Agència Tributària va descobrir una trama societària que administrava negocis i botigues a Vilagarcía, a través de les quals Miñanco hauria blanquejat diners del narcotràfic.
Al maig de 2011 va ser traslladat a la presó d'Algesires. El 10 de juny de 2011 li va ser concedit un permís penitenciari de tres dies, que en principi li havia estat denegat sobre la base de les elevades possibilitats de risc de fuga, i a la vista del fet que des de la presó continuava les seves activitats delictives, concedint-se-li finalment aquest permís per l'Audiència Nacional en consideració a l'informe favorable emès per la presó de Huelva, en la qual anteriorment va estar reclòs. Allí, tampoc s'havien intervingut les seves converses telefòniques, malgrat la seva condició de pres FIES (Fitxer d'Interns d'Especial Seguiment). El director de la presó de Huelva, Francisco Sanz, va ser destituït del seu càrrec el 21 de desembre del mateix any per "pèrdua de confiança". Segons Institucions Penitenciàries, Sanz hauria rebut regals, com per exemple, dos vehicles Mercedes-Benz per part de narcotraficants, a canvi de millores en les seves condicions carceràries.
El febrer de 2018 va ser detingut a Algesires, ciutat on residia en règim de tercer grau penitenciari, i enviat a presó després de ser acusat de ser el màxim responsable d'una trama que distribuïa cocaïna a Itàlia, Albània i Holanda. Amb ell van ser enviades a presó 20 persones que presumptament formaven part de la seva organització. Els agents de la Policia Nacional van trobar durant el registre un dossier plastificat amb el guió de la sèrie de televisió Fariña, d'Antena 3, abans de la seva emissió. Posteriorment, Miñanco va ser descobert intentant introduir 6.000 euros a la presó per "deixar clar el seu estatus" entre la resta de presidiaris.